# François Quinault
 (novembre 2013).
Si vous disposez d'ouvrages ou d'articles de référence ou si vous connaissez des sites web de qualité traitant du thème abordé ici, merci de compléter l'article en donnant les références utiles à sa vérifiabilité et en les liant à la section « Notes et références ».
Pour les articles homonymes, voir Quinault.
François-Maurice Quinault est un acteur français né à Strasbourg et mort à Bruxelles le 24 octobre 1765.
Probablement fils de Jean Quinault, né après Jean-Baptiste-Maurice et avant Abraham-Alexis, François joue au Théâtre de la Monnaie à Bruxelles en 1729, dans la pièce de Bruseau, Arlequin Thémistocle. Il fait ensuite partie de la troupe de l'Opéra-Comique vers 1738.
Comédien à Thionville en 1749, puis à Metz où il est emprisonné, on le retrouve codirecteur du théâtre de Gand en 1751, puis il joue à La Haye et Amsterdam l'année suivante, avant de diriger le théâtre d'Anvers de 1754 à 1757.
De retour à Bruxelles, il est tour à tour « répétiteur dans l'orchestre » et premier rôle comique de 1760 à 1763. Abandonnant toute activité théâtrale cette dernière année, Quinault meurt à Bruxelles en 1765, dans un dénuement proche de la misère.
D'Hannetaire, qui l'avait dirigé à Bruxelles, lui consacre une page dans ses Observations sur l'art du comédien :
« Cet Acteur qui, dans son temps, avoit eu beaucoup de talent, en laissoit encore par fois apercevoir quelques foibles restes ; mais il n'en excitoit que plus les regrets du Public : semblable à ces tristes débris, qui ne servent qu'à rappeler l'idée d'un beau monument qui n'existe plus. Ce qu'il y avoit de singulier dans cet Acteur, c'est qu'au-lieu de se montrer, dans ses Rôles de père, du moins tel qu'il étoit, il avoit la manie de s'y caractériser & de s'y vieillir encore davantage : en sorte qu'il paroissoit toujours beaucoup plus vieux que son personnage, & que lui-même n'étoit effectivement. Erreur dans laquelle ne tombent que trop souvent les Comédiens d'un certain âge, qui ont plutôt l'air alors du bon-homme Cassandre, que d'un père respectable. Comme si, à soixante ans, on avoit besoin de chercher à se vieillir, pour représenter un homme de cinquante ».